# Film Fest Gent
Film Fest Gent (hist. Flamandzki Międzynarodowy Festiwal Filmowy) (niderl.: Internationaal Filmfestival van Vlaanderen-Gent) - festiwal filmowy, kładący akcent na znaczenie muzyki w dziele filmowym, odbywający się w Gandawie w Belgii od 1974 roku.